# Национальное собрание Кувейта
Меджлис аль-Умма (араб. مجلس الأمة‎) — законодательный орган (меджлис) Кувейта.

## Созыв
По конституции, меджлис созывается эмиром и может им распускаться на короткое время для нового созыва. Меджлис состоит из 50 депутатов, избираемых всеобщим прямым и тайным голосованием по одномандатным округам. Политические партии не разрешены, но кандидаты могут объединяться в блоки. Также членами парламента по должности становятся те министры, которые не имеют на момент назначения депутатского мандата. Статья 82 Конституции Кувейта предусматривает, что депутат должен быть кувейтцем по рождению не моложе 30 лет и обязан уметь читать и писать по-арабски. При вступлении в должность депутат приносит присягу: 

Я клянусь Всемогущим Богом быть верным стране и эмиру, уважать конституцию и законы государства, защищать свободы, интересы и собственность народа и честно исполнять свои обязанности

## История
Парламент был предусмотрен Конституцией Кувейта 1962 года, однако отношения между ним и эмиром складывались непросто, периодически перерастая в открытые конфликты. В 1976 году меджлис был распущен и не созывался до 1981 года, в 1986 году вновь распущен и восстановлен только в 1992 году.
До мая 2005 года голосовать имели право лишь мужчины-кувейтцы с 21 лет и натурализованные мужчины-иностранцы после 20 лет проживания. Однако 16 мая 2005 года вступила в действие норма, согласно которой женщины имеют право избирать и быть избранными в той степени, в которой это не противоречит шариату. По результатам всеобщих выборов 16 мая 2009 года были впервые избраны в Национальное собрание четыре женщины — Асиль аль-Авади, Роля Дашти, Маасума аль-Мубарак и Сальва аль-Джассар.
7 декабря 2011 года эмир Сабах аль-Ахмед аль-Джабер ас-Сабах распустил Национальное собрание.
19 июня 2012 года Конституционный суд Кувейта признал недействительными досрочные выборы, которые состоялись 2 февраля 2012 года, и восстановил прежний распущенный состав Собрания 2009 года в его правах.
16 июня 2013 года Конституционный суд Кувейта распустил Национальное собрание.
16 октября 2016 года эмир Сабах аль-Ахмед аль-Джабер ас-Сабах распустил Национальное собрание, избранное на досрочных выборах 27 июля 2013 года.
После выборов 1 декабря 2012 года Шиитские меньшинства Кувейта получили 17 из 50 мест в парламенте. Сунниты стали меньшинством по сравнению с предыдущими выборами 2009 года, на которых они получили 23 места. В парламент также вошли 3 женщины.
22 июня 2022 года наследный принц Кувейта Машааль аль-Ахмед ас-Сабах объявил о роспуске Национального собрания, члены которого были избраны 5 декабря 2020 года. По результатам досрочных выборов 29 сентября депутатами Национального собрания Кувейта избрали двух женщин — Алию аль-Халед и Джанан Бушахри. 19 марта 2023 года Конституционный суд Кувейта признал результаты выборов недействительными и потребовал восстановить состав Национального собрания, члены которого были избраны 5 декабря 2020 года. 2 мая наследный принц Кувейта Машааль аль-Ахмед ас-Сабах своим указом распустил состав Национального собрания, восстановленный по решению Конституционного суда. По результатам досрочных выборов 6 июня депутатом Национального собрания Кувейта избрана одна женщина — Джанан Бушахри. 3 мандата получило суннитское Исламское конституционное движение.